# Askre
Askrê (grekiska Ασκρη) var en najadnymf i grekisk mytologi. Hon bodde i huvudkällan eller fontänen i staden Askra i Boiotien och var möjligtvis dotter till flodguden Termessos.
Hon var mor till Poseidons son Oioklos.